# Chetoptilia burmanica
Chetoptilia burmanica är en tvåvingeart som först beskrevs av Baranov 1938.  Chetoptilia burmanica ingår i släktet Chetoptilia och familjen parasitflugor.
Artens utbredningsområde är Myanmar. Inga underarter finns listade i Catalogue of Life.